# بيتر بان
بيتر بان (بالإنجليزية: Peter Pan) هو شخصية خيالية من تأليف الروائي والكاتب المسرحي الإسكتلندي جيمس ماثيو باري (J. M. Barrie). بيتر بان هو ولد شقي يمكنه الطيران ولا يكبر، حيث يقضي بيتر بان مرحلته الطفولية التي لا تنتهي في مغامرات على أرض جزيرة نيفرلاند (Neverland) زعيمًا لعصابته الأطفال الضالة (Lost Boys) ويتعامل مع حوريات البحر (mermaids) والأمريكيين الأصليين والجن والقراصنة وأحيانًا مع الأطفال العاديين من خارج جزيرة نيفرلاند. وبالإضافة إلى العملين المميزين الذين قدمهما باري، فقد ظهرت هذه الشخصية في مختلف وسائل الإعلام والدعاية التي تتبنى وتُروج لأعمال باري.

## خلفية تاريخية

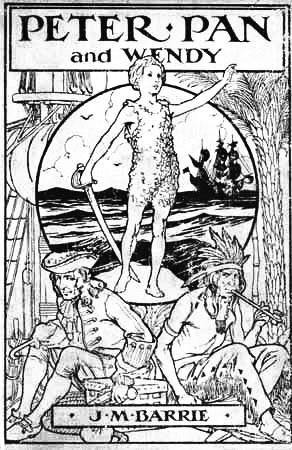
غلاف إصدار عام 1915 لروايةجيمس ماثيو باري التي تم نشرها للمرة الأولى في عام 1911 رسمه الفنان إف دي بيدفورد (F. D. Bedford).

وقد ظهر بيتر بان للمرة الأولى في جزء من رواية الطائر الأبيض الصغير (The Little White Bird) وهي رواية للكبار كتبها باري عام 1902.
وقد ظهرت أشهر مغامرة لهذه الشخصية للمرة الأولى في 27 ديسمبر 1904 في مسرحية بعنوان بيتر بان، أو الولد الذي لا يكبر (The Boy Who Wouldn't Grow Up). ثم حدث هناك تعديل وتوسع بالمسرحية لتخرج في زي رواية، تم نشرها عام 1911 بعنوان بيتر وويندي (Peter and Wendy) (والتي عرفت فيما بعد باسم بيتر بان وويندي،ثم عرفت بعدها باسم بيتر بان).
وعقب النجاح الساحق الذي حققته المسرحية عند ظهورها للمرة الأولى في عام 1904، قام الناشران هودر (Hodder) وستوغتون (Stoughton) والمسئولان عن نشر أعمال باري باستخراج الفصول 13-18 من رواية الطائر الأبيض الصغير ثم قاما بإعادة نشرهما في عام 1906 تحت عنوان بيتر بان في حدائق كينسنغتون (Peter Pan in Kensington Gardens) مع إضافة رسوم رسمها الفنان آرثر راكهام Arthur Rackham).)

## معرض صور

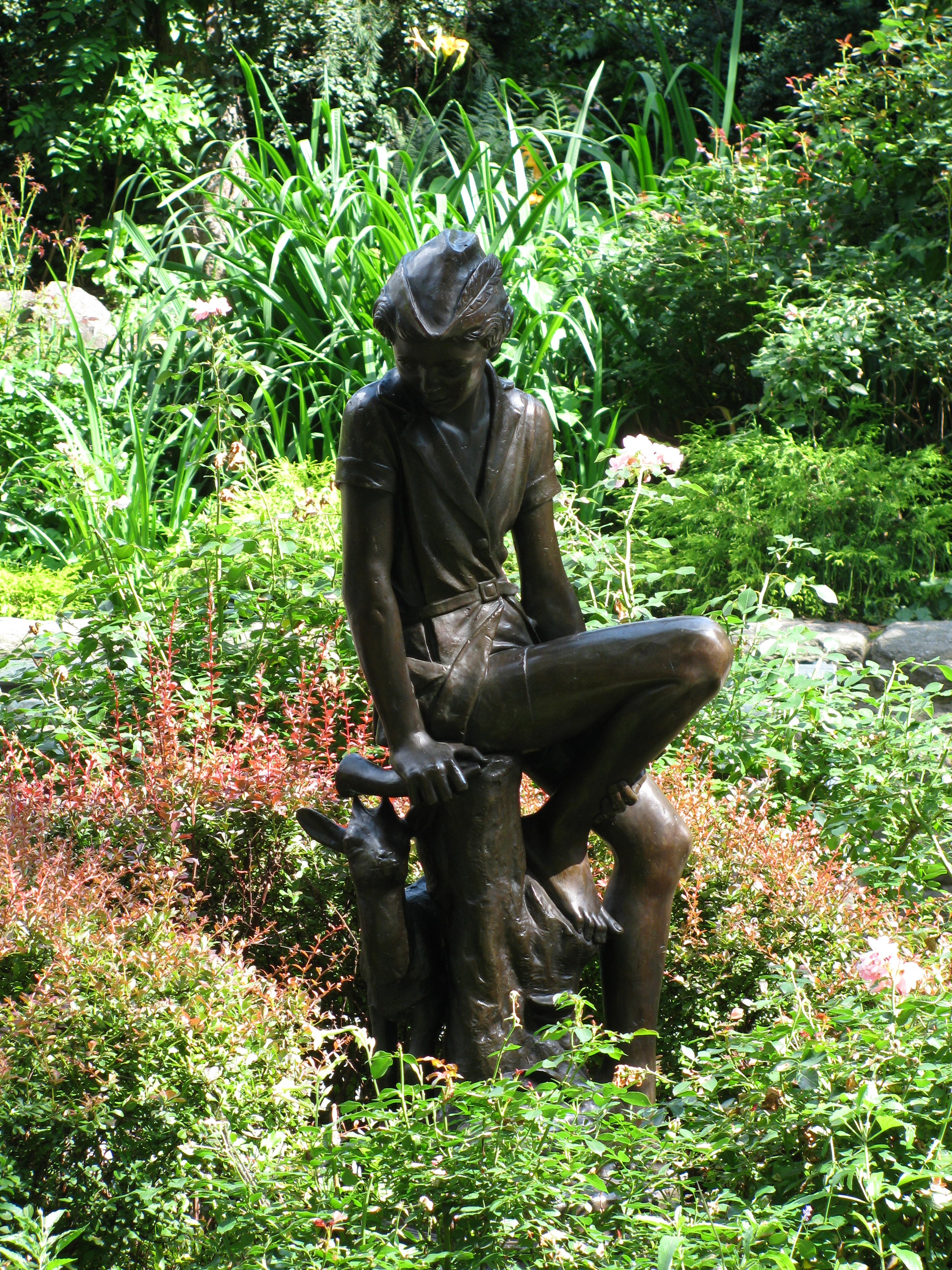
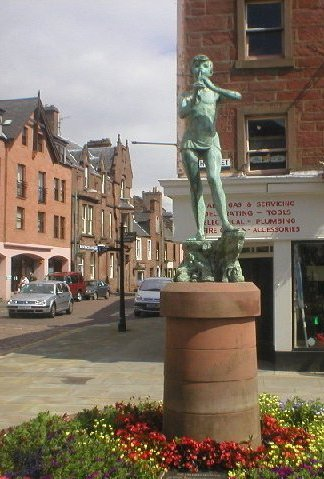
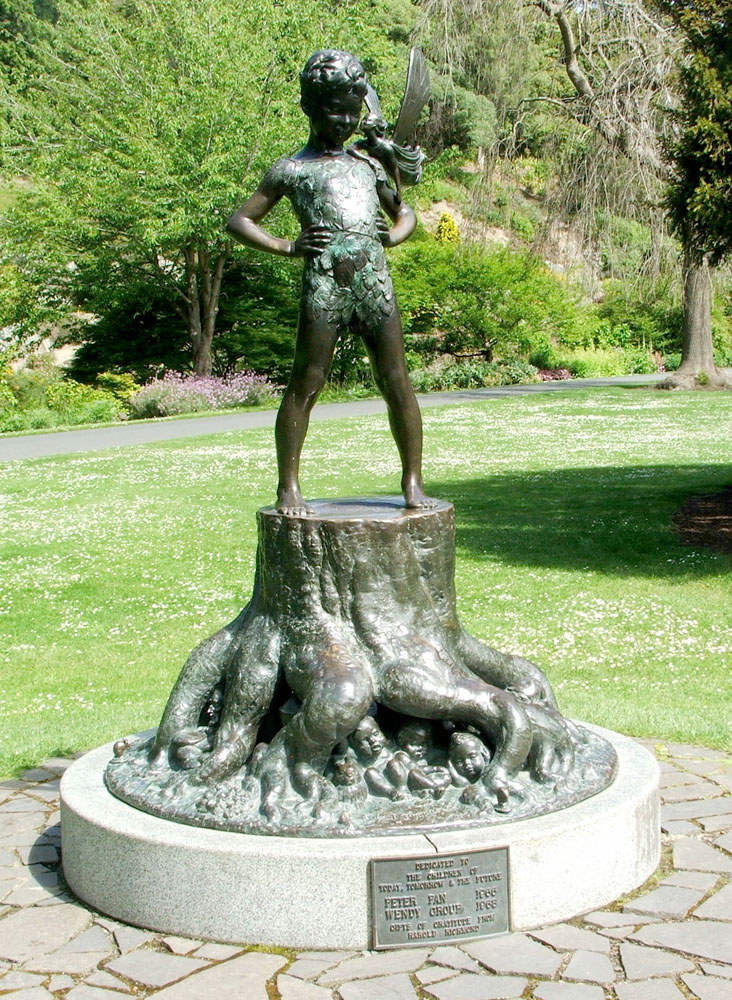
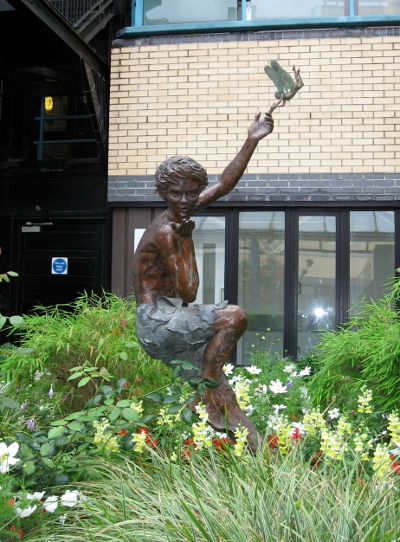

## وصلات خارجية
- كتاب مجاني: Peter Pan على مشروع غوتنبرغ (1991 Millennium Fulcrum Edition)
- Neverpedia
- The Pain of Peter Pan – Newsweek